# КТМ/КТП-3
КТМ/КТП-3 — опытный советский поезд из высокопольных двухосных моторного и прицепного трамвайных вагонов, построенный на Усть-Катавском вагоностроительном заводе им. С. М. Кирова в 1962 году. Трамвайные вагоны КТМ/КТП-3 разрабатывались в качестве замены эксплуатируемым с 1958 года трамваям КТМ/КТП-2, предназначенным для эксплуатации в малых и средних городах СССР.

## Предпосылки к созданию
В 1930-х гг. в Соединённых Штатах Америки получили распространение так называемые «трамваи PCC», выпускаемые рядом производителей для различных городских трамвайных хозяйств своей страны и на экспорт. Отличавшиеся внешне большим разнообразием, они имели ряд общих черт — были четырёхосными (две двухосные тележки) односторонними вагонами для работы на нетупиковых линиях с оборотными кольцами или треугольниками. PCC-подобные вагоны, как правило, оснащались безрамными тележками мостового типа с магниторельсовыми тормозами, автоматической реостатно-контакторной системой управления током через тяговые двигатели вагона со сложным электромеханическим регулирующим узлом — так называемым ускорителем. Некоторые из них имели пневмооборудование для тормозов и механизмов открытия-закрытия дверей, другие обходились чисто электрическими приводами на базе соленоидов и сервомоторов. Такие особенности конструкции позволяли трамвайным хозяйствам успешнее конкурировать с динамично развивающимся автобусным транспортом и личными автомобилями.
В СССР после окончания Великой Отечественной войны тщательно изучался передовой зарубежный опыт для выбора путей последующего развития трамвайного транспорта. Наиболее близким к PCC-подобным трамваям стал рижский РВЗ-6 (переработанный с учётом патентного права и без ускорителя), но и для отличных от «концепции PCC» видов трамвайного подвижного состава было признано полезным опробовать некоторые новшества, в частности отказ от пневмооборудования. Хотя стоимостные преимущества и недостатки этого решения трудно определить (пневматика заменялась на содержащие большое количество меди и других цветных металлов электрические устройства), выгодным представлялось снижение затрат на эксплуатацию трамваев без пневматики за счёт исключения достаточно трудоёмкого технического обслуживания пневматической подсистемы. Исходя из этих предпосылок, УКВЗ получил задание на разработку и постройку опытного образца подвижного состава без пневматики, которым и стал КТМ/КТП-3 на базе серийных КТМ/КТП-2.

## Описание
С технической точки зрения, моторный КТМ-3 и прицепной КТП-3 вагоны являлись модернизированными версиями серийно выпускавшихся КТМ-2 и КТП-2, поэтому в литературе иногда встречается обозначение этих вагонов как КТМ-2М и КТП-2М. На опытном поезде завод попытался реализовать новые технические решения, использовавшиеся в 1960-е годы на новых трамвайных вагонах других производителей, в частности, у КТМ/КТП-3 всё пневматическое оборудование было заменено на аналоги с электроприводом. Для управления вагоном была применена непосредственная система управления при помощи контроллера типа МТ-30Е. Это позволило облегчить вес вагонов на 500 кг и повысить надёжность работы дверного и тормозного оборудования, поскольку пневматическая система КТМ/КТП-2 замерзала при низких температурах. Ходовая часть, кузов и не связанные с пневмооборудованием узлы и агрегаты у опытного поезда были идентичны серийным КТМ/КТП-2. Испытания новый поезд проходил в Уфе, результаты испытаний КТМ/КТП-3 неизвестны, в серийное производство этот вариант поезда из двухосных моторного и прицепного вагонов не пошёл. Некоторые наработки по электрической части тормозных механизмов были использованы в конструкции серийного четырёхосного трамвайного вагона КТМ-5, который также не имел пневмооборудования. Опытный поезд КТМ/КТП-3 не сохранился до настоящего времени.